# Oryzorictes
Oryzorictes é um gênero placentário da família Tenrecidae.

## Espécies
- Oryzorictes hova A. Grandidier, 1870
- Oryzorictes tetradactylus Milne-Edwards e A. Grandidier, 1882